# 張初旭
張初旭（1603年—1671年），字熹若，山東臨朐縣人。清朝政治人物、同進士出身。

## 生平
崇禎九年（1636年）舉丙子科山東鄉試七十八名。明亡仕清，順治三年（1646年），登進士。授湖广辰州府推官。